# Xã Goodrum, Quận Lonoke, Arkansas
Xã Goodrum (tiếng Anh: Goodrum Township) là một xã thuộc quận Lonoke, tiểu bang Arkansas, Hoa Kỳ. Năm 2010, dân số của xã này là 2.611 người.